# Коларис

Коларис на карте штата.

Коларис (порт. Colares) — муниципалитет в Бразилии, входит в штат Пара. Составная часть мезорегиона Северо-восток штата Пара. Входит в экономико-статистический микрорегион Салгаду. Население составляет 11 381 человек на 2010 год. Занимает площадь 609,792 км². Плотность населения — 18,66 чел./км².

## Демография
Согласно сведениям, собранным в ходе переписи 2010 г. Национальным институтом географии и статистики (IBGE), население муниципалитета составляет:
| Полное население                               | Полное население                               | Полное население                               | Полное население                               | 11 381 |
| ---------------------------------------------- | ---------------------------------------------- | ---------------------------------------------- | ---------------------------------------------- | ------ |
| в том числе:                                   | Городское население                            | 3661                                           | Процент городского населения, %                | 32,17  |
|                                                | Сельское население                             | 7720                                           | Процент сельского населения, %                 | 67,83  |
|                                                | Мужское население                              | 5879                                           | Процент мужского населения, %                  | 51,66  |
|                                                | Женское население                              | 5502                                           | Процент женского населения, %                  | 48,34  |
| Плотность населения, чел/км²                   | Плотность населения, чел/км²                   | Плотность населения, чел/км²                   | Плотность населения, чел/км²                   | 18,66  |
| Население муниципалитета в % к населению штата | Население муниципалитета в % к населению штата | Население муниципалитета в % к населению штата | Население муниципалитета в % к населению штата | 0,15   |

По данным оценки 2015 года население муниципалитета составляет 11 682 жителя.

## Статистика
- Валовой внутренний продукт на 2003 год составляет 17 088 966,00 реалов (данные: Бразильский институт географии и статистики).
- Валовой внутренний продукт на душу населения на 2003 год составляет 1479,56 реалов (данные: Бразильский институт географии и статистики).
- Индекс развития человеческого потенциала на 2000 год составляет 0,712 (данные: Программа развития ООН).

## Важнейшие населенные пункты
| № | Населённый пункт   | Населённый пункт (порт.) | Категория | Население чел. (2010) | На карте                       |
| - | ------------------ | ------------------------ | --------- | --------------------- | ------------------------------ |
| 1 | Коларис            | Colares                  | город     | 3661                  | 0°55′56″ ю. ш. 48°17′04″ з. д. |
| 2 | Женипауба-да-Лаура | Jenipaúba da Laura       | поселок   | 800                   | 0°59′38″ ю. ш. 48°16′31″ з. д. |
| 3 | Фазенда            | Fazenda                  | поселок   | 790                   | 0°57′20″ ю. ш. 48°12′54″ з. д. |
| 4 | Жусаратеуа         | Juçarateua               | поселок   | 658                   | 0°54′10″ ю. ш. 48°13′49″ з. д. |
| 5 | Мокажатуба         | Mocajatuba               | поселок   | 624                   | 0°54′36″ ю. ш. 48°14′11″ з. д. |
| 6 | Арири              | Ariri                    | поселок   | 561                   | 0°58′32″ ю. ш. 48°17′58″ з. д. |
| 7 | Маракажо           | Maracajó                 | поселок   | 467                   | 0°55′44″ ю. ш. 48°11′45″ з. д. |